# Lalinac (Palilula)
Pour les articles homonymes, voir Lalinac.
Lalinac (en serbe cyrillique : Лалинац) est une localité de Serbie située dans la municipalité de Palilula et sur le territoire de la ville de Niš, district de Nišava. Au recensement de 2011, elle comptait 1 801 habitants.

## Démographie

### Évolution historique de la population
| 1948  | 1953  | 1961  | 1971  | 1981  | 1991  | 2002  | 2011  |
| ----- | ----- | ----- | ----- | ----- | ----- | ----- | ----- |
| 1 722 | 1 792 | 1 883 | 1 851 | 1 945 | 1 842 | 1 828 | 1 801 |

|  |